# Kirikuküla (Lääneranna)
Koordinaten: 58° 43′ N, 23° 48′ O
Kirikuküla ist ein Dorf (estnisch küla) in der Landgemeinde Lääneranna im Kreis Pärnu (bis 2017: Landgemeinde Lihula im Kreis Lääne).

## Einwohnerschaft und Lage

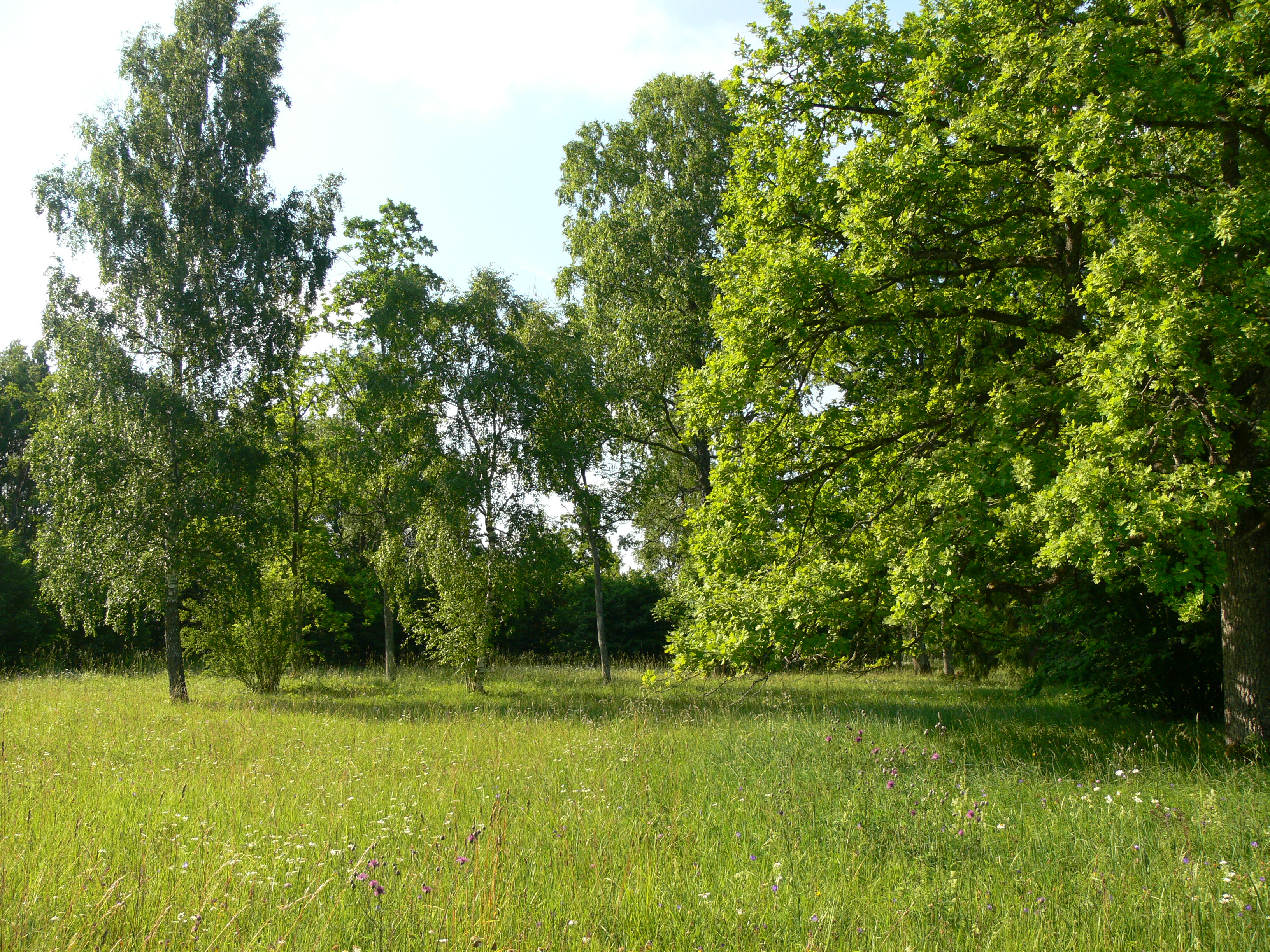
Unberührte Natur in Kirikuküla

Der Ort hat 24 Einwohner (Stand 31. Dezember 2011). Er liegt nordwestlich der Stadt Lihula.
Westlich des Dorfes fließt der Fluss Tuudi (Tuudi jõgi).

## Tourismus

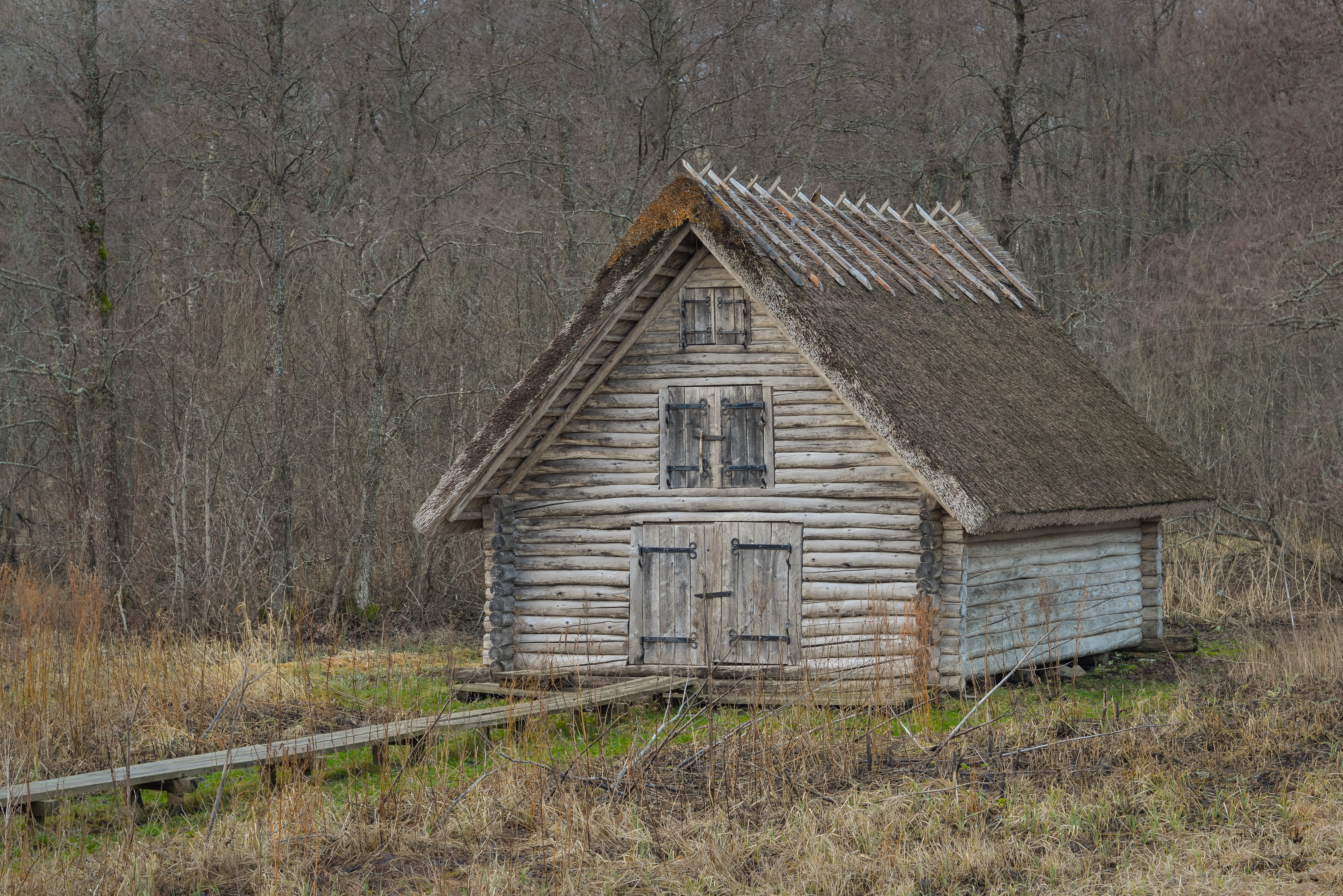
Historische Scheune

Kirikuküla ist bei Campingfreunden beliebt. Von dem Ort führt ein Wanderpfad in den Nationalpark Matsalu. Der Bretterweg verläuft in nördlicher Richtung bis zum Aussichtsturm von Suitsu. Er führt durch Röhricht, Wald und Auwiesen an ehemaligen Fischerhütten vorbei.
Die Fauna ist besonders artenreich. Besucher begegnen Ziegen, Elchen und Wildschweinen. Häufige Vogelarten sind Uhu, Waldschnepfe und Rohrdommel.